# Burgstall Hornstein (Deggenhausertal)
Die Burgstall Hornstein ist eine abgegangene Höhenburg auf der Geländezunge (Flur „Burgstall“) etwa 750 Meter ostsüdöstlich der Kirche von Untersiggingen, einem heutigen Ortsteil der Gemeinde Deggenhausertal im Bodenseekreis in Baden-Württemberg.
Von der ehemaligen Burganlage haben sich nur Wall- und Grabenreste erhalten.